# حسنعلی فرمند
حسنعلی خان ضیاءالملک قراگوزلو با نام خانوادگی فرمند (۱۲۶۹ همدان – احتمالاً پس از ۱۳۴۰ در سوییس) وزیر کشاورزی و نماینده همدان در مجلس شورای ملی در دوره قاجار و پهلوی بود.
او در سه دورهٔ چهارم و پنجم و ششم نماینده مجلس بود. بعد از شهریور ۱۳۲۰ نیز در مجلس چهاردهم وکیل شد. حسنعلی فرمند یک نطق تاریخی در مورد اعتبارنامهٔ سید ضیاءالدین طباطبایی ایراد کرد و حقایقی را راجع به کودتای سیدضیاءالدین و سیاستهای استعمار فاش نمود.

## پیشینه خانوادگی و تحصیلات
حسنعلی خان قراگوزلو پسر امیرتومان حسینعلی خان (ضیاءالملک دوم) پسر سرتیپ حسین‌قلی خان (ضیاءالملک اول) پسر حاج امان‌الله خان بهاءالملک بود که مالکان بیشتر روستاهای همدان و خوانین طایفه قراگزلو بودند. پدرش او را در سال ۱۲۸۴ خورشیدی برای تحصیل (احتمالا در رشته کشاورزی) به سویس فرستاد.
پس از بازگشت، ابتدا به رسیدگی به املاک و فوج همدان پرداخت که هر دو همچون لقب ضیاءالملک از پدر به او رسید. سپس حسب‌الامر دایی و پدرزنش ابوالقاسم خان ناصرالملک قراگوزلو که نایب‌السلطنه احمد شاه قاجار بود، به مدت یک سال و نیم متصدی گارد نیابت سلطنت شد.

## ورود به سیاست
ضیاءالملک عضو حزب عامیون (دموکرات) شد و از او با عنوان فراماسون هم یاد می‌شد، هرچند خودش تکذیب می‌کرد. او دوست نزدیک و محرم اسرار مشیرالدوله پیرنیا بود. خوش‌خدمتی‌هایی هم به مشیرالدوله نشان می‌داد. یک بار که وثوق‌الدوله هنگام دفاع از پیشینه خود و عقد قرارداد ۱۹۱۹ در مجلس شورای، خودش را کسی خواند که مانند خیلی‌های دیگر در شرایط سخت، کنار نمی‌کشد و مسئولیت می‌پذیرد و بدنامی را به جان می‌خرد، ضیاءالملک در پاسخ او به تمجید از مشیرالدوله پرداخت و در حالی که نمایندگان همهمه و اعتراض می‌کردند و حرفهایش را خارج از دستور می‌دانستند، مشیرالدوله را به عنوان سیاست‌مداری مهم و فداکار ستود که «در مواقع سخت، مسئولیت مملکت را قبول نموده» و گفت:

«بعداز این که آقای وثوق‌الدوله تشریف بردند، آقای مشیرالدوله مسئولیت امور مملکتی را قبول کردند و آن یک موقع فوق‌العاده خطرناکی بود که از طرف شمال یک تحریکات شدیدی درایران می‌شد [نهضت جنگل]. در آن زمان هم بنده در شهر تهران بودم. افکار شهر تهران فوق‌العاده انقلابی و بر له آن انقلابیون ایران [نهضت جنگل و نهضت خیابانی در آذربایجان] و بر علیه دولت آقای مشیرالدوله و شخص مشیرالدوله بود و آقایانی که درتهران بودند مخصوصاً آقای مدرس مسبوقند که ایشان در آن موقع لغت متجاسر را از کتاب لغت بیرون آوردند و با کمال جدیت بر ضد افکار عمومی با آنها جنگ را شروع کردند و در ضمن با کمال سیاست‌دانی، حل بعضی قضایا را به دست آقای مشاورالممالک کردند که خود آن سیاست، اسباب رنجش‌های فوق‌العاده در منابع سیاسی دیگر شده بود که اگر خاطر آقایان مسبوق باشد، لرد کرزن هم عصبانی شده بود و گفته بود سیاست ابلهانه مشیرالدوله کارها را خراب کرده».

ضیاءالملک در دوره پنجم مجلس شورای ملی به نمایندگی همدان انتخاب شد. نماینده دیگر همدان در آن دوره، سید عبدالوهاب رضوی از روحانیون شهر بود. مجلس پنجم در نهم آبان ۱۳۰۴ به انقراض سلطنت قاجار رأی داد و قدرت را به رضاشاه انتقال داد. در مجلس مؤسسان که در آذر آن سال برپا شد و با تغییراتی در قانون اساسی، سلطنت پهلوی را رسمیت بخشید، ضیاءالملک عضویت داشت.
در انتخابات دوره ششم که پس از به سلطنت رسیدن رضا شاه برگزار شد، میان ضیاءالملک و سید عبدالوهاب رضوی رقابت درگرفت. ضیاءالملک از پشتیبانی نظامیان برخوردار بود که قدرت بلامنازع شده بودند. او که به انتخاب شدن خودش اطمینان داشت، برای اینکه سید عبدالوهاب رضوی رأی نیاورد و نماینده دوم نشود، بخشی از آرای خود را نصیب حسن مخبر فرهمند نامزد دیگر انتخابات کرد که رئیس پست و تلگراف همدان بود. در نتیجه، او و مخبر فرهمند هر دو به نمایندگی همدان به مجلس رفتند و رضوی کرسی‌اش را از دست داد.

## تجارت عتیقه و آثار باستانی
برخی خویشاوندان فرمند همچون امیرنظام قراگوزلو همدانی، در املاک خود حفاری می‌کردند و آثار باستانی کشف شده را به خارج برده، می‌فروختند. فرمند هم در مجلس شورای ملی تلاش می‌کرد که ممنوعیت فروش عتیقه‌جات و آثار باستانی را در خارج لغو کند. از جمله هنگامی که مستوفی‌الممالک در شهریور ۱۳۰۵ برنامه دولت خود را به مجلس عرضه کرد، فرمند دو بار نطق کرد و هر دو بار با تأکید بر اینکه عتیقه‌جات و آثار باستانی از نظر او اهمیتی ندارد، خواهان آن شد که آزادی تجارت این اشیاء در برنامه دولت گنجانده شود.

## مخالفت با اتوموبیل‌رانی و اتوبوس‌رانی در تهران
در اول آذر ۱۳۰۵ که قرارداد میان وزارت فوائد عامه و یک شرکت دانمارکی برای احداث نخستین خطوط اتوبوسرانی در تهران برای تأیید در مجلس شورای ملی مطرح شد، فرمند مخالفت کرد و گفت:

«این اتومبیلها که در شهر تهران سوار می‌شویم برای ما تجمل است. برای اینکه ما ایرانی‌ها وقتمان این اندازه قیمت ندارد که اتومبیل سوار شویم و بسرعت برق برویم. بنده همه روزه پیاده می‌آیم واز همه آقایان زودتر می‌رسم. این تجملات پول مملکتی را می‌برد. اتومبیل، بنزین، لاستیک، تمام اینها پول ممکلت ما را می‌برند به خارجه. ایرانیها قدیم عموماً یک گردشهایی می‌کردند، اسب سوار می‌شدند. در صورتی که حالا آن طور تفریحها هیچ نیست. ورزش هم که نیست و این هم قطعی است در جامعه‌ای که ورزش نباشد، نژاد آن جامعه رو به انحطاط می‌رود. این اتومبیلها که ما در تهران داریم و سوار می‌شویم با این خیابانهای پرخاک و پرکثافت، تمام این کثافات را در هوا پراکنده می‌کند. پس برای یک همچو شهری که خیابان صحیح ندارد، اتومبیل یا اتوبوس راه انداختن به عقیده بنده چندان صحیح نیست. از نقطه نظر حفظ الصحه ماها باید کوشش کنیم که شهرمان اول مثل شهرهای اروپا خیابانهایش با قیر وسیمان ساخته شود، بعداتومبیل‌رانی کنیم».

## تهران آبش محلول کثافت و نانش تلخ و هوایش خراب است
فرمند تهران را چنین توصیف می‌کرد:

«شهر تهران دو قسمت است، یک قسمت بازار و آن پایین شهر است که روی بازار هم پوشیده‌است که آفتاب نمی‌گیرد و معدن میکروب است، یک قسمت هم بالای شهر است که اتومبیلها آنجاها را ملوث می‌کنند. [تهران] بدبختانه آبش که محلول کثافت است، نانش هم که همیشه تلخ است و یک مواد عجیب غریبی دارد که برای معده فوق‌العاده بداست، فقط یک هوائی دارد که آن را هم اتومبیلها و اتوبوسها خراب می‌کنند».

## وزارت کشاورزی
پس از پایان دوره ششم، فرمند دیگر به مجلس نرفت تا اینکه در پی شهریور ۱۳۲۰ و سقوط رضاشاه و اشغال ایران، در نخستین انتخاباتی که برگزار شد (دوره چهاردهم) در سال ۱۳۲۲ بار دیگر به نمایندگی همدان به مجلس رفت.
حسنعلی فرمند در اسفند ۱۳۲۹ در کابینه حسین علاء، وزیر کشاورزی شد و همین سمت را در کابینه محمد مصدق نیز که پس از علاء به نخست‌وزیری رسید، به مدت چند ماه حفظ کرد.

## آثار
کتاب صد صفحه‌ای همت (یا دوازده درس) اثر یوریتومو تاشی با ترجمه حسنعلی فرمند در دهه بیست خورشیدی در ایران به چاپ رسید.